# William Collins Whitney
William Collins Whitney (Conway, 5 de julho de 1841 - Nova Iorque, 2 de fevereiro de 1904) foi um financeiro e líder político dos Estados Unidos, fundador da proeminente família Whitney. Foi Secretário da Marinha durante a primeira administração Cleveland entre 1885 e 1889. Um reformador conservador, ele foi considerado um democrata Bourbon.